# Pectinia maxima
Espèce
Statut CITES
Pectinia maxima est une espèce de coraux appartenant à la famille des Merulinidae.